# Stilleven met pauwen
Stilleven met pauwen is een schilderij van Rembrandt in het Rijksmuseum Amsterdam.

## Voorstelling
Het stelt een meisje voor in een karmozijnrood fluwelen jasje, leunend in een stenen venster. Ze kijkt naar twee dode pauwhanen. Eén daarvan is opgehangen aan een houten vensterluik. De ander ligt op een stenen plint bij een plas bloed. Op de plint staat ook een mand met fruit. Het werk is een van de weinige stillevens die Rembrandt schilderde. Het motief van een figuur in een stenen venster met voorwerpen werd later verder uitgewerkt door Rembrandts leerling Gerard Dou.

## Toeschrijving
Het werk lijkt rechtsonder te zijn gesigneerd met 'Rembrand'. Uit röntgenfoto's blijkt echter dat het werk is gesigneerd met Rembrandt. Zowel de R als de d en de t lijken te zijn overschilderd. Niet alle kunsthistorici zijn van mening dat deze signatuur authentiek is. Over de echtheid van het werk zelf wordt niet getwijfeld.

## Herkomst
Het werk wordt voor het eerst vermeld in de boedelinventaris van Clara de Valaer (of Clara van Verlaer), weduwe van Hendrik van Domselaer, opgesteld in Amsterdam op 16 oktober 1660. Hierin komt het voor als 'Een stuck synde twee pauwen ende een kint van Rembrandt'. In september 1685 werd het vermeld in de boedelinventaris van haar zoon Tobias van Domselaer in Amsterdam als 'een groot schilderij met twee paeuwen van Rembrandt'. Op 12 mei 1734 werd een schilderij van Rembrandt met als onderwerp 'Doode vogels' geveild tijdens de verkoping van de verzameling van Willem Six bij veilingmeester Gerrit Schoemakers in Amsterdam. Of het hier om Stilleven met pauwen gaat is onzeker. In 1819 was het in het bezit van de Britse politicus William Ralph Cartwright, die het dat jaar in bruikleen gaf aan een tentoonstelling in Londen. Cartwright erfde het werk mogelijk van zijn tante Catherine Ann Blackwood (overl. 1804), die het op haar beurt zou hebben geërfd van haar schoonvader, kolonel John Blackwood (overl. 1777). Later, in ieder geval tot 1915, was het in het bezit van zijn kleinzoon, William Cornwallis Cartwright.
Volgens Frederik Schmidt Degener werd het in 1918 voor het einde van de Eerste Wereldoorlog verworven door kunsthandel Frederik Muller & Co. in Amsterdam. Van 1918 tot 1942 was het in het bezit van Jean Joseph Marie Chabot, die het tussen 1923 en 1942 in bruikleen gaf aan het Rijksmuseum Amsterdam. Op 21 juli 1942 werd het door Chabot samen met twee andere schilderijen voor 800.000 gulden op illegale wijze verkocht aan kunsthandelaar Erhard Göpel, die het kocht voor het Führermuseum van Adolf Hitler in Linz. Op 9 oktober 1945 werd het door de Amerikanen via het Central Collecting Point overgedragen aan de Nederlandse overheid, die het onderbracht bij Stichting Nederlands Kunstbezit. Deze stichting gaf het in 1948 in bruikleen aan het Rijksmuseum, die het op 24 februari 1960 definitief in eigendom kreeg.